# یوهان میشائل فیشر
 یوهان میشائل فیش
 (انگلیسی: Johann Michael Fischer؛ ۱۸ فوریهٔ ۱۶۹۲ – ۶ مهٔ ۱۷۶۶) معمار اواخر دوره باروک و اهل آلمان بود.